# Mokarrameh Ghanbari

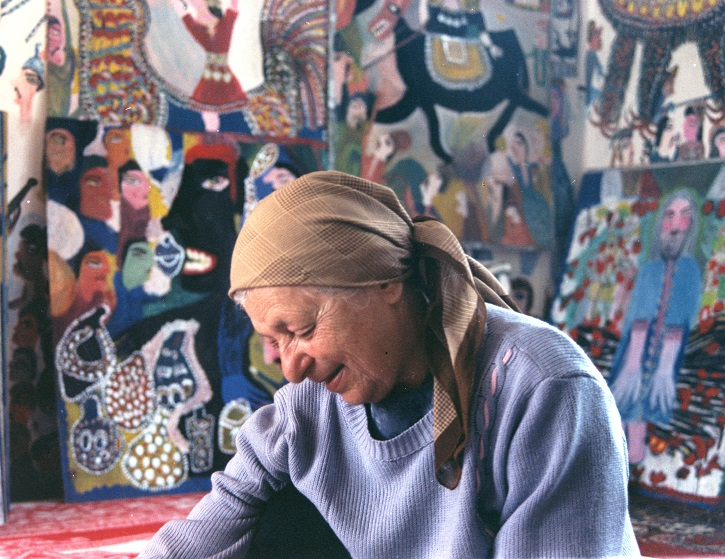
Mokarrameh Ghanbari, 2001

Mokarrameh Ghanbari (persisch مکرمه قنبری; geboren 1928 in Darikandeh, Mazandaran; gestorben 24. Oktober 2005 ebenda) war eine iranische Künstlerin der Outsider Art.

## Leben und Werk
Mokarrameh Ghanbari wurde 1928 in Darikandeh in der Provinz Mazandaran geboren. Sie wurde früh mit Mamd Agha verheiratet, einem Grundbesitzer und Ältesten des Dorfes, als eine seiner drei Frauen. Die Ehe war nicht glücklich. Diese ungewollte und frühe Heirat ist einer der Gründe für ihre Art, die Gesichter von Männern mit grimmigen Augen zu malen.
Sie begann erst im Alter von 64 Jahren zu malen. Zuvor hatte sie ihre neun Kinder groß gezogen und als Näherin, Friseurin, Hebamme, Heilerin und Ofenbauerin gearbeitet. Nachdem sie verwitwet war, kümmerte sie sich um ihre Kühe und empfand eine enge Bindung zu den Tieren. Als sie krank wurde und zur medizinischen Versorgung nach Teheran musste, verkauften ihre Kinder, die sich Sorgen um ihre Gesundheit machten, die Kühe, um ihre Arbeitsbelastung zu verringern. Durch den Verlust ihrer Tiere bekam sie Depressionen und ihr erstes Gemälde war ein Porträt einer der Kühe, die sie so sehr vermisste. Von einer Freundin bekam sie Papier und Stifte und Ghanbari begann wie besessen zu zeichnen. Sie hielt ihre Werke vier Jahre lang geheim, aus Angst vor der Ablehnung ihrer Nachbarn. Als ungebildete Bäuerin sah sie keine Berechtigung für sich, zu malen. Sie malte in der Nacht und versteckte ihre Werke, wenn jemand sie besuchen kam. Wenn Farbe an ihren Händen war, log sie über den Grund. Sie begann die Wände ihres Hauses, ihren Ofen und die Rückseiten ausrangierter Tapeten zu bemalen. Als ihr Sohn ihre Werke entdeckte, brachte er ihr 50 Blatt Papier, die sie schnell auf beiden Seiten bemalte. Mokarrameh Ghanbari stellte ihre eigenen Farben aus natürlichen Stoffen her.
Zunächst lehnten ihre Nachbarn ihre Kunst ab. Für einfache Bauern war es undenkbar zu malen und im Islam ist die Abbildung menschlicher Personen verboten. Dennoch spürte Ghandbari keinen Widerspruch ihrer Kunst zu ihrem Glauben. Sie empfand sich als ungebildete Frau, die keine Schule besucht hatte, nicht lesen oder schreiben konnte und somit auch nicht genug Wissen über den Koran besaß. Ihre Gemälde sind bevölkert mit Geschichten, die sie nachts gehört hatte, diese stammen aus dem Koran, dem Christlichen Alten Testament und aus persischen Volksmärchen. An den Wänden ihres kleinen Hauses finden sich Adam und Eva, Jesus und ein junges persisches Liebespaar, das sich ungehindert unterhält. Nachdem sich ihre Kunst herumgesprochen hatte, hörten auch die Revolutionsgarden Gerüchte über die Gemälde. Sie kamen, um sie zu befragen, hielten sie aber nie davon ab, weiter kreativ tätig zu sein.
Nach einigen Jahren wurden andere Künstler im Iran auf sie aufmerksam und ihre Werke wurden national und international ausgestellt. Die erste Ausstellung fand 1995 in der Teheraner Seyhun-Galerie statt. Obwohl sie nie eine künstlerische Ausbildung erhalten hatte, wurde sie mit dem französischen Surrealisten Marc Chagall (1887–1985) verglichen. Ihre Werke auf über 40 Ausstellungen im Iran und anderen Ländern ausgestellt, darunter im Bowers Museum in Kalifornien. Es folgten zehn weitere Ausstellungen. Sie erhielt den Jurypreis beim Roshd Film Festival sowie einen weiteren Preis beim Rural Artistic-Literary Festival. Im Jahr 2001 wurde ihr auf der Konferenz der Stiftung für iranische Frauenstudien in Stockholm, Schweden, eine Ehrenurkunde verliehen und sie wurde zur vorbildlichen Frau des Jahres gekürt. Darüber hinaus wurde sie vom Schwedischen Nationalmuseum zur „Malerin des Jahres 2001“ ernannt.
„Mokarrameh – Träume und Erinnerungen“ ist der Titel eines Dokumentarfilms über ihr Leben und Werk aus dem Jahr 2002, bei dem der bekannte iranische Regisseur Ebrahim Mokhtari Regie führte. Er wurde auf mehreren internationalen Festivals gezeigt.
Mokarrameh Ghanbari starb am 24. Oktober 2005 im Alter von 77 Jahren. Sie wurde im Hof ihres Hauses begraben. Ihr Haus wurde nach ihrem Tod von der Iran Cultural Heritage, Handicrafts and Tourism Organization (ICHHTO) als Museum registriert, um ihre Kunstwerke zu bewahren. Im September 2016 wurde das Haus bei einem Sturm beschädigt. Teile des Daches wurden zerstört und auch einige der Kunstwerke beschädigt.